# Ukrainische Bischofskonferenz

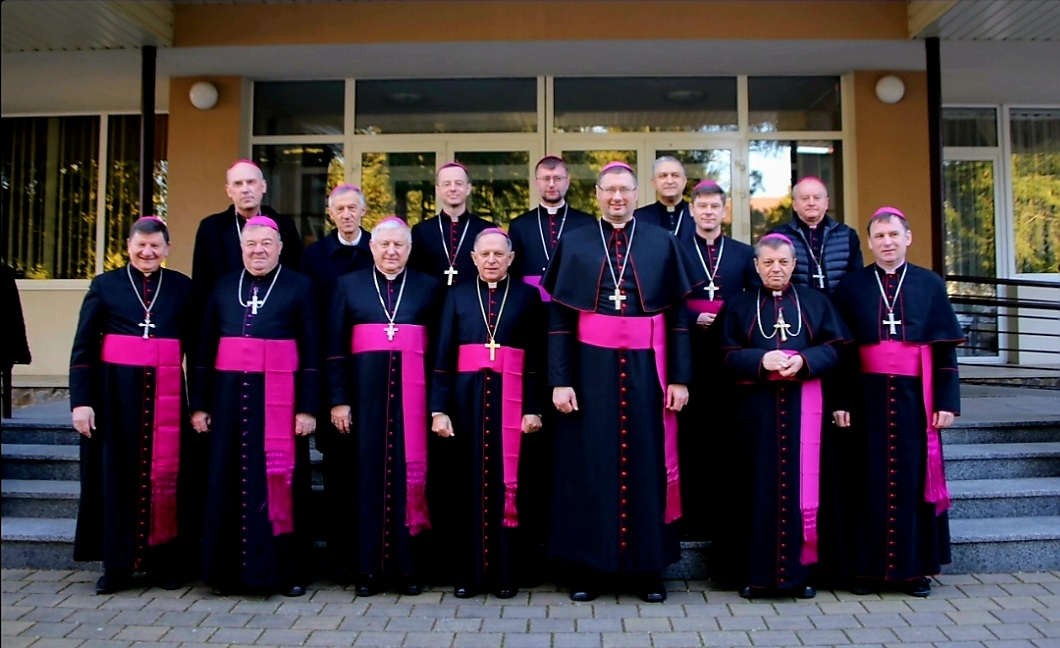
Ukrainische Bischofskonferenz(2023)

Die Ukrainische Bischofskonferenz (ukrainisch Конференція Римсько-Католицьких Єпископів України, lateinisch Conferentia episcoporum Ucrainae) ist als Bischofskonferenz ein Zusammenschluss der Bischöfe der lateinischen Kirche in der Ukraine. Es gibt in der römisch-katholischen Kirche in der Ukraine auch die Bischofssynode der ukrainisch-katholischen Kirche für die Bischöfe der ukrainisch-katholischen Kirche des byzantinischen Ritus.
Beiden Konferenzen sind für unterschiedliche Kirchen eigenen Rechts der römisch-katholischen Kirche zuständig und sind beide Mitglied im Rat der europäischen Bischofskonferenzen (CCEE).
Präsident ist seit 2023 Witalij Skomarowskyj, Bischof von Luzk.

## Sekretäre und Kommissionen
- Kommission für Familien: Marian Buczek, bischöflicher Koadjutor von Lwiw
- Kommission für religiöse Frauenorden: Leon Mały, Weihbischof in Lwiw
- Kommission für priesterliche Berufung: Jan Purwiński, Bischof von Kiew und Schytomyr
- Kommission für caritative und wohltätige Hilfe: Stanislaw Schyrokoradjuk OFM, Weihbischof in Kiew und Schytomyr
- Kommission für Öffentlichkeitsarbeit und Massenmedien:
- Kommission für Katechese: Leon Dubrawski OFM, Bischof von Kamjanez-Podilskyj und stellvertretender Sekretär John Niemiec Weihbischof in Kamjanets-Podilski
- Kommission für religiöse Männerorden: Stanisław Padewski OFMCap, Bischof von Charkiw und Saporischschja
- Kommission für Umwelt und Tourismus: Antal Majnek OFM, Bischof von Mukatschewe
- Kommission für den Glauben: Bronisław Bernacki, Bischof von Odessa und Simferopol